# Premi de Narrativa de Ciència-Ficció Manuel de Pedrolo – Ciutat de Mataró
El Premi de Narrativa de Ciència-Ficció Manuel de Pedrolo – Ciutat de Mataró és un premi literari en llengua catalana per a obres inèdites de ciència-ficció. El convoca i atorga, des de l'any 1997, l'Ajuntament de Mataró. En la seva primera etapa (1997-2005), el premi s'atorgava a contes, però a partir de 2006, en el seu format definitiu, es va començar a atorgar a novel·la curta. D'ençà 2010, a més, va passar a tenir caràcter biennal. Des de 2017, el premi a l'obra guanyadora està dotat amb 3.000 euros i inclou una edició amb un tiratge inicial de 1.500 exemplars, publicat dins de la col·lecció de ciència-ficció de Pagès Editors.
El jurat està format per un membre de l'ajuntament de Mataró, dos membres de les tertúlies de ciència-ficció de la ciutat, un representant de Pagès Editors i un de la Societat Catalana de Ciència-ficció i Fantasia.

## Llista de guanyadors
D'ençà la primera edició dirigida a novel·la, els guanyadors han estat:
- 2006: Horitzó de successos, de Teresa Udina i Vladimir Hernández[5]
- 2007: La mutació sentimental, de Carme Torras[6]
- 2008: desert
- 2009: desert[7]
- 2010: La febre del vapor, de Jordi Font-Agustí
- 2012: El somriure d'un eco, de Jordi Gimeno
- 2014: Tilepadeion, de Joaquim Casals
- 2016: Estirant el fil escarlata, de Montserrat Galícia
- 2018: Òxid sobre òxids, de Maria Hernández Casadesús[8][9]
- 2021: Indis de l'asfalt, d'Arnau Domènech i Vilaregut[10]
- 2023: La geometria dels batecs, de Sònia Guillén i Colomer